# احمدآباد (نهبندان)
احمدآباد روستایی در دهستان نه بخش مرکزی شهرستان نهبندان استان خراسان جنوبی ایران است. بر پایه سرشماری عمومی نفوس و مسکن در سال ۱۳۹۰ جمعیت این روستا ۲۲ نفر (در ۶ خانوار) بوده است.